# 愛知県立城北つばさ高等学校
愛知県立城北つばさ高等学校（あいちけんりつじょうほくつばさこうとうがっこう）は、愛知県名古屋市北区福徳町広瀬島にある愛知県立高等学校。

## 概要
1998年（平成10年）に設立された愛知県立愛知工業高等学校定時制課程を前身とする。2017年（平成29年）4月1日に愛知工業高校の校舎を使用する形で開校した。昼間定時制と夜間定時制を併設し、昼間部では普通科、夜間部ではものつくり科を設置する。

### 校訓
- 自主自立
- 相互尊重
- 未来創造

### 教育目標
自ら考え主体的に行動し人々とともに良き社会を形成し明るい世界や未来を作り出していく豊かな心を育む。

### 所在地
- 愛知県名古屋市北区福徳町広瀬島350-4

### 通学区域
愛知県全域。

### 校歌
金子悟が作詞をし、谷津理恵子が作曲をした。

### 同窓会
ふたつの同窓会が存在し、昼間定時制課程と夜間定時制課程によって入会する同窓会は異なる。
- 城北つばさ高校（昼間部）同窓会[3]
- 城北つばさ高校（夜間部）同窓会[4]

## 沿革

### 年表

#### 愛知県立愛知工業高等学校
- 1998年（平成10年） - 愛知県立第二愛知工業高等学校が愛知県立愛知工業高等学校に統合され、愛知県立愛知工業高等学校定時制課程設立[5]。
- 2014年（平成26年）4月1日 - 電子機械科及び建築科をものづくり科に改編する[5]。

#### 愛知県立城北つばさ高等学校
- 2016年（平成28年）11月9日 - 第1学年生徒募集要項が告示[5]。
- 2017年（平成29年）1月10日 - 愛知県立城北つばさ高等学校事務取扱場所が愛知県立愛知工業高等学校と告示[5]。
- 2017年（平成29年）4月1日 - 開校[6]。

## 部活動

### 昼間定時制課程
- ダンス部[7]
- サッカー部[7]
- 陸上競技部[7]
- バドミントン部[7]
- 創作部[7]
- LoL部[7]
- 理科同好会[7]
- 音楽部[7]
- 園芸生物部[7]
- 歴史研究部[7]
- 軟式野球同好会[7]
- 囲碁・将棋部[7]

### 夜間定時制課程
- 軟式野球部[8]
- ラグビー部[8]
- サッカー部[8]
- 国家試験研究部[8]
- 軽音楽部[8]
- 陸上同好会[8]
- 写真同好会[8]

## アクセス

### 最寄りの鉄道駅
- 名古屋市営地下鉄（名古屋市交通局）鶴舞線 庄内通駅。
- 名古屋市営地下鉄（名古屋市交通局）名城線 黒川駅。

### 最寄りのバス停
- 名古屋市営バス（名古屋市交通局）「城北つばさ高校」バス停。